# فينتشنزو دانغلو
فينتشنزو دانغلو (بالإيطالية: Vincenzo D'Angelo)‏ هو لاعب كرة الماء إيطالي، ولد في 22 يناير 1951 في باكولي في إيطاليا، وتوفي في 6 فبراير 2008 في باريس في فرنسا.

## وصلات خارجية
- فينتشنزو دانغلو على موقع الاتحاد الدولي للسباحة (الإنجليزية)
- فينتشنزو دانغلو على موقع اللجنة الأولمبية الدولية (الإنجليزية)
- فينتشنزو دانغلو على موقع أوليمبيديا (الإنجليزية)
- فينتشنزو دانغلو على موقع اللجنة الأولمبية الإيطالية (الإيطالية)